# Agathis discolorides
Agathis discolorides är en stekelart som beskrevs av Roy D. Shenefelt 1970. Agathis discolorides ingår i släktet Agathis och familjen bracksteklar. Inga underarter finns listade i Catalogue of Life.